# Зима (місто)
Зима (рос. Зима) — місто районного підпорядкування, центр Зиминського міського утворення Іркутської області. Центр Зиминського району (до складу не входить). Населення 30 515 осіб.

## Географія
Розташоване за 230 км на північний захід від обласного центру міста Іркутська, на лівому березі річки Оки в гирлі річки Зими.

## Назва
Походження назви Зима ніяк не пов'язана з назвою пори року. У книзі Матвія Мельхєєва «Географічні назви Східного Сибіру» висловлюється версія, що гідронім Зима походить від бурятського земе, що означає «вина», «провина».
Краєзнавець Зиминського району Олександр Бухаров трактує цей переклад по-іншому і наводить численні легенди, схожі за змістом: згідно з однією з них колись на бурят напали невідомі кочові племена, і в цьому місці буряти здобули над ними перемогу (над «провинившимися»), згідно з іншою буряти так і не змогли перемогти ворогів, і ті побудували на місці, де зараз розташовується місто, острог, де тримали бурятських бранців («провинилися»).
Також існує версія, згідно з якою назва Зима походить від бурятського зам, заступника - «шлях», «дорога». Офіційна версія походження назви річки Зама, що впадає в Оку нижче за течією, пояснює назву Заму саме так. Можна припустити, що походження назви річки Зима аналогічно походженням назви річки Зама. Також існує версія, згідно з якою назва Зама походить від бурятського замаг - «твань», «водорості».
Згідно з іншою версією назва Зима має російське походження і походить від слова зимовище. В Іркутській області зимовищем іменується тимчасове житло мисливців в тайзі. Те, що Зима розташовується на відкритому просторі, а не в тайзі, свідчить проти цієї версії, однак не спростовує її остаточно, так як можна припустити, що раніше ця місцевість була більш лісистою.

## Історія
Поселення Зима виникло в першій половині XVIII століття. Вперше згадується в 1739 році в рукописи учасника Другої Камчатської експедиції студента А.П. Горланова «Опис шляху від міста Єнісейська до міста Іркуцька» як «Миронове, або Зиминське зимовище, на правій стороні Зими річки від Єрьомінової зимарки за 8 верст. У Ревізьких казках є посилання про існування Зиминського станца в 1743 році. Селище отримало розвиток в зв'язку з прокладанням в 1772 році Московського гужового тракту і побудовою поромної переправи через річку Оку.
Протягом другої половини XVIII століття і всього XIX століття Зима розвивалася як родове (бурятський рід земе) притрактовн село, населене також орними селянами із західних областей Росії. З 1878 року село було центром сільської Зиминської громади.
В 1891 році розпочалося спорудження Транссибірської залізничної магістралі. З'явилася станція Зима, де були побудовані локомотивне депо, залізничні майстерні, житлове селище.
Статус міста присвоєно поселенню в 1922 році. 1 лютого 1963 року місто віднесено до категорії міст обласного підпорядкування.
Наразі Зима - місто, центр адміністративного району Іркутської області, велика опорна залізнична станція Східно-Сибірської залізниці.

## Економіка
Підприємства залізничного транспорту формують основу економіки міста: локомотивне і вагонне депо, дистанція колії, дистанція зв'язку, залізнична станція Зима.
Приватні підприємства лісопилки деревообробної промисловості (понад тридцять), засновані на базі раніше існуючого заводу ЗБВ, ЛДК, а також ряд дрібних пилорам.